# Serie A2 2020-2021 (pallamano femminile)
Il campionato italiano 2020-2021 di pallamano femminile di Serie A2 vede 32 squadre iscritte. Le squadre sono state divise in 4 gironi da 8 squadre ciascuna, comprese le squadre riserva. Le prime 2 di ogni girone accedono ai play-off per determinare la vincitrice e la squadra promossa. Pallamano Musile 2006 ed Oderzo costituiranno un unico team.

## Girone A
|  | Pos. | Squadra             | Pt | G  | V  | N | S  | GF  | GS  | D    | Note             |
|  | ---- | ------------------- | -- | -- | -- | - | -- | --- | --- | ---- | ---------------- |
|  | 1.   | Casalgrande Padana  | 22 | 12 | 11 | 0 | 1  | 398 | 248 | +150 | Playoff          |
|  | 2.   | Cassano Magnago B   | 18 | 12 | 9  | 0 | 3  | 311 | 261 | +50  | Fuori classifica |
|  | 3.   | Venplast Dossobuono | 14 | 12 | 7  | 0 | 5  | 316 | 287 | +29  | Playoff          |
|  | 4.   | Leonessa Brescia    | 13 | 12 | 6  | 1 | 5  | 296 | 268 | +28  |                  |
|  | 5.   | Marconi Jumpers     | 10 | 12 | 5  | 0 | 7  | 276 | 274 | +2   |                  |
|  | 6.   | Lions Sassari       | 7  | 12 | 3  | 1 | 8  | 248 | 327 | +79  |                  |
|  | 7.   | Pol. Ferrarin       | 0  | 12 | 0  | 0 | 12 | 222 | 402 | -180 |                  |
|  | 8.   | Sardegna            | 0  | 0  | 0  | 0 | 0  | 0   | 0   | +0   | Ritirata         |

## Girone B
|  | Pos. | Squadra           | Pt | G  | V  | N | S  | GF  | GS  | D    | Note             |
|  | ---- | ----------------- | -- | -- | -- | - | -- | --- | --- | ---- | ---------------- |
|  | 1.   | Bruneck           | 26 | 14 | 13 | 0 | 1  | 427 | 256 | +171 | Playoff          |
|  | 2.   | Mezzocorona       | 24 | 14 | 12 | 1 | 1  | 401 | 287 | +114 | Playoff          |
|  | 3.   | Schenna           | 19 | 14 | 9  | 1 | 4  | 411 | 272 | +138 |                  |
|  | 4.   | Laugen            | 14 | 14 | 7  | 0 | 7  | 391 | 366 | +25  |                  |
|  | 5.   | Taufers           | 14 | 14 | 7  | 0 | 7  | 337 | 318 | +19  |                  |
|  | 6.   | Brixen Südtirol B | 10 | 14 | 5  | 0 | 9  | 364 | 344 | +20  | Fuori classifica |
|  | 7.   | Algund            | 4  | 14 | 2  | 0 | 12 | 267 | 351 | -84  |                  |
|  | 8.   | Besenello         | 0  | 14 | 0  | 0 | 14 | 189 | 563 | -374 |                  |

## Girone C
|  | Pos. | Squadra           | Pt | G  | V  | N | S  | GF  | GS  | D    | Note             |
|  | ---- | ----------------- | -- | -- | -- | - | -- | --- | --- | ---- | ---------------- |
|  | 1.   | Cellini Padova B  | 24 | 14 | 12 | 0 | 2  | 474 | 363 | +111 | Playoff          |
|  | 2.   | Tushe Prato       | 22 | 14 | 11 | 0 | 3  | 437 | 335 | +102 | Playoff          |
|  | 3.   | Ariosto Ferrara B | 20 | 14 | 10 | 0 | 4  | 482 | 403 | +79  | Fuori classifica |
|  | 4.   | Euromed Mugello   | 18 | 14 | 9  | 0 | 5  | 419 | 364 | +55  |                  |
|  | 5.   | Chiaravalle       | 11 | 14 | 5  | 1 | 8  | 315 | 376 | -61  |                  |
|  | 6.   | Musile Oderzo     | 10 | 14 | 5  | 0 | 9  | 367 | 365 | +2   |                  |
|  | 7.   | Solari Grosseto   | 4  | 14 | 2  | 0 | 12 | 272 | 426 | -154 |                  |
|  | 8.   | Arcobaleno Oriago | 3  | 14 | 1  | 1 | 12 | 312 | 446 | -134 |                  |

## Girone D
|  | Pos. | Squadra                       | Pt | G  | V  | N | S  | GF  | GS  | D   | Note    |
|  | ---- | ----------------------------- | -- | -- | -- | - | -- | --- | --- | --- | ------- |
|  | 1.   | Nama-TMS-Recuper Plast Teramo | 21 | 12 | 10 | 1 | 1  | 354 | 295 | +59 | Playoff |
|  | 2.   | Aretusa                       | 19 | 12 | 9  | 1 | 2  | 356 | 293 | +63 | Playoff |
|  | 3.   | Conversano 2018               | 18 | 12 | 9  | 0 | 3  | 344 | 304 | +40 |         |
|  | 4.   | Flavioni                      | 12 | 12 | 6  | 0 | 6  | 320 | 304 | +16 |         |
|  | 5.   | Cassa Rurale Pontinia B       | 8  | 12 | 4  | 0 | 8  | 268 | 299 | -31 |         |
|  | 6.   | Fondi                         | 4  | 12 | 2  | 0 | 10 | 269 | 361 | -92 |         |
|  | 7.   | Benevento                     | 2  | 12 | 1  | 0 | 11 | 262 | 317 | -55 |         |

## Playoff

### Formula
I playoff si sono tenuti in sede unica al Centro Tecnico federale di Chieti, dal 26 al 30 maggio 2021.
Le squadre vengono suddivise in due gironi all’italiana a quattro squadre ciascuno, con successive semifinali incrociate e finale 1º-2º posto. I sorteggi per la composizione dei giorni sono stati effettuati il 17 maggio a Roma.

### Girone A

#### Risultati
| Arbitro: | Bazzanella, Stilo |

|              |           |          |
| Furlanetto 9 | Marcatori | Čeklić 8 |

| Arbitro: | Prandi, Ambrosetti |

|                 |           |               |
| B. Eghianruwa 8 | Marcatori | Campestrini 7 |

| Arbitro: | Bocchieri, Fato |

|               |           |              |
| Gislimberti 5 | Marcatori | Furlanetto 7 |

| Arbitro: | Limido, Donnini |

|             |           |          |
| Giallongo 6 | Marcatori | Aroubi 6 |

| Arbitro: | Fato, Guarini |

|              |           |                  |
| Furlanetto 6 | Marcatori | B. Eghianruwa 10 |

| Arbitro: | Onnis, Pepe |

|             |           |                 |
| Giallongo 9 | Marcatori | Gisilimberti 15 |

#### Classifica
|  | Pos. | Squadra          | Pt | G | V | N | S | GF | GS | D   | Note       |
|  | ---- | ---------------- | -- | - | - | - | - | -- | -- | --- | ---------- |
|  | 1.   | Casalgrande      | 6  | 3 | 3 | 0 | 0 | 94 | 70 | +24 | Semifinale |
|  | 2.   | Mezzocorona      | 4  | 3 | 2 | 0 | 1 | 78 | 84 | -6  | Semifinale |
|  | 3.   | Cellini Padova B | 2  | 3 | 1 | 0 | 2 | 69 | 80 | -11 |            |
|  | 4.   | Aretusa          | 0  | 3 | 0 | 0 | 3 | 74 | 81 | -7  |            |

### Girone B

#### Risultati
| Arbitro: | Limido, Donnini |

|          |           |             |
| Capone 9 | Marcatori | Mazzieri 11 |

| Arbitro: | Bocchieri, Scavone |

|         |           |                |
| Santi 7 | Marcatori | Iyamu, Rossi 7 |

| Arbitro: | Fato, Guarini |

|           |           |                   |
| Borrini 9 | Marcatori | Capone, Palarie 8 |

| Arbitro: | Onnis, Pepe |

|            |           |            |
| Zanette 10 | Marcatori | Gatterer 7 |

| Arbitro: | Limido, Donnini |

|         |           |            |
| Krese 8 | Marcatori | Gatterer 6 |

| Arbitro: | Bocchieri, Scavone |

|                         |           |          |
| Marchegiani, Mazzieri 7 | Marcatori | Iyamu 14 |

#### Classifica
|  | Pos. | Squadra     | Pt | G | V | N | S | GF | GS | D  | Note       |
|  | ---- | ----------- | -- | - | - | - | - | -- | -- | -- | ---------- |
|  | 1.   | Bruneck     | 6  | 3 | 3 | 0 | 0 | 81 | 76 | +5 | Semifinale |
|  | 2.   | Tushe Prato | 4  | 3 | 2 | 0 | 1 | 93 | 89 | +4 | Semifinale |
|  | 3.   | Teramo      | 2  | 3 | 1 | 0 | 2 | 89 | 89 | +0 |            |
|  | 4.   | Dossobuono  | 0  | 3 | 0 | 0 | 3 | 79 | 88 | -9 |            |

### Semifinali
| Arbitro: | Onnis, Pepe |

|               |           |           |
| Furlanetto 11 | Marcatori | Borrini 7 |

| Arbitro: | Fato, Guarini |

|          |           |               |
| Haller 7 | Marcatori | Campestrini 8 |

### Finale
| Arbitro: | Limido, Donnini |

|              |           |           |
| Furlanetto 8 | Marcatori | Winkler 9 |